# Michael Baigent
Michael Baigent (nascido Michael Barry Meehan, Christchurch 27 de Fevereiro de 1948 – 17 de Junho de 2013), foi um autor e ex-fotógrafo comercial neozelandês. Foi formado em Psicologia pela Universidade de Canterbury, em Christchurch. Co-escreveu alguns dos livros cujos temas dominantes questionavam teorias sobre a vida de Jesus com os autores Richard Leigh e Henry Lincoln; como um dos best-sellers internacional, The Holy Blood and the Holy Grail.
Michael faleceu em 2013, aos 65 anos, vítima de uma hemorragia intracerebral.

## Livros
- From the Omens of Babylon: Astrology and Ancient Mesopotamia (1994) ISBN 0-14-019480-0. 2ª edição publicada como: Astrology in Ancient Mesopotamia: The Science of Omens and the Knowledge of the Heavens (2015) ISBN 978-1591432210
- Ancient Traces: Mysteries in Ancient and Early History (1998) ISBN 0-670-87454-X
- The Jesus Papers: Exposing the Greatest Cover-Up in History (2006) ISBN 0-06-082713-0
- Racing Toward Armageddon: The Three Great Religions and the Plot to End the World (2009)

### Escritos comRichard Leigh
- The Temple and the Lodge (1989) ISBN 0-552-13596-8
- The Dead Sea Scrolls Deception (1991)
- The Elixir and the Stone: The Tradition of Magic and Alchemy (1994)
- Secret Germany: Claus Von Stauffenberg and the Mystical Crusade Against Hitler (1997)
- The Inquisition (1999)

### Escritos com Richard Leigh eHenry Lincoln
- The Holy Blood and the Holy Grail, (1982) ISBN 0-09-968241-9
- The Messianic Legacy (1986) ISBN 0099664216

### Escrito com outros autores
- Mundane Astrology: Introduction to the Astrology of Nations and Groups (1984) (escrito com Nicholas Campion e Charles Harvey)
- In Search of the Holy Grail and the Precious Blood: A Traveler's Guide to the Sites and Legends of the Holy Grail (escrito com Ean Begg e Deike Begg)